# Тед Кроулі
Едвард Кроулі (англ. Edward J. Crowley, нар. 3 травня 1970, Конкорд, Массачусетс) — американський хокеїст, що грав на позиції захисника. Грав за збірну команду США. Брав участь у зимових Олімпійських іграх у 1994 році.

## Ігрова кар'єра
Хокейну кар'єру розпочав 1989 року.
1988 року був обраний на драфті НХЛ під 69-м загальним номером командою «Торонто Мейпл-Ліфс».
Протягом професійної клубної ігрової кар'єри, що тривала 15 років, захищав кольори команд «Гартфорд Вейлерс», «Колорадо Аваланч», «Нью-Йорк Айлендерс», «Кассель Хаскіс», «Ессен Москітос» та «Гамбург Фрізерс».
Загалом провів 34 матчі в НХЛ.
Виступав за збірну США, на головних турнірах світового хокею провів 8 ігор в її складі.

## Статистика

### Клубні виступи
| Сезон        | Клуб                    | Ліга         | Регулярний сезон | Регулярний сезон | Регулярний сезон | Регулярний сезон | Регулярний сезон | Плей-оф | Плей-оф | Плей-оф | Плей-оф | Плей-оф |
| Сезон        | Клуб                    | Ліга         | І                | Г                | П                | О                | ШХ               | І       | Г       | П       | О       | ШХ      |
| ------------ | ----------------------- | ------------ | ---------------- | ---------------- | ---------------- | ---------------- | ---------------- | ------- | ------- | ------- | ------- | ------- |
| 1989–90      | Бостонський коледж      | СХА          | 39               | 7                | 24               | 31               | 34               | —       | —       | —       | —       | —       |
| 1990–91      | Бостонський коледж      | СХА          | 39               | 12               | 24               | 36               | 61               | —       | —       | —       | —       | —       |
| 1991–92      | «Сент-Джонс Мейпл-Ліфс» | АХЛ          | 29               | 5                | 4                | 9                | 33               | 10      | 3       | 1       | 4       | 11      |
| 1992–93      | «Сент-Джонс Мейпл-Ліфс» | АХЛ          | 79               | 19               | 38               | 57               | 41               | 9       | 2       | 2       | 4       | 4       |
| 1993–94      | «Гартфорд Вейлерс»      | НХЛ          | 21               | 1                | 2                | 3                | 10               | —       | —       | —       | —       | —       |
| 1994–95      | «Чикаго Вулвс»          | МХЛ          | 53               | 8                | 23               | 31               | 68               | —       | —       | —       | —       | —       |
| 1994–95      | «Х'юстон Аерос»         | МХЛ          | 23               | 4                | 9                | 13               | 35               | 3       | 0       | 1       | 1       | 0       |
| 1995–96      | «Провіденс Брюїнс»      | АХЛ          | 72               | 12               | 30               | 42               | 47               | 4       | 1       | 2       | 3       | 2       |
| 1996–97      | «Цинциннаті Сайклонс»   | МХЛ          | 39               | 9                | 9                | 18               | 24               | —       | —       | —       | —       | —       |
| 1996–97      | «Фінікс Роудраннерс»    | МХЛ          | 30               | 5                | 8                | 13               | 21               | —       | —       | —       | —       | —       |
| 1997–98      | «Спрингфілд Фелконс»    | АХЛ          | 78               | 14               | 35               | 49               | 55               | 4       | 1       | 1       | 2       | 2       |
| 1998–99      | «Герші Берс»            | АХЛ          | 18               | 1                | 5                | 6                | 27               | —       | —       | —       | —       | —       |
| 1998–99      | «Колорадо Аваланч»      | НХЛ          | 7                | 0                | 1                | 1                | 2                | —       | —       | —       | —       | —       |
| 1998–99      | «Нью-Йорк Айлендерс»    | НХЛ          | 6                | 1                | 1                | 2                | 0                | —       | —       | —       | —       | —       |
| 1998–99      | «Ловелл Лок Монстерс»   | АХЛ          | 41               | 3                | 22               | 25               | 51               | 3       | 0       | 0       | 0       | 6       |
| 1999–00      | «Клівленд Ламберджек»   | МХЛ          | 61               | 9                | 20               | 29               | 94               | —       | —       | —       | —       | —       |
| 1999–00      | «Юта Гріззліс»          | МХЛ          | 16               | 3                | 2                | 5                | 16               | 5       | 1       | 1       | 2       | 12      |
| 2000–01      | «Кассель Хаскіс»        | ДХЛ          | 60               | 11               | 29               | 40               | 64               | 7       | 0       | 2       | 2       | 26      |
| 2001–02      | «Ессен Москітос»        | ДХЛ          | 56               | 10               | 21               | 31               | 62               | —       | —       | —       | —       | —       |
| 2002–03      | «Гамбург Фрізерс»       | ДХЛ          | 52               | 6                | 12               | 18               | 48               | 5       | 3       | 3       | 6       | 4       |
| 2003–04      | «Кассель Хаскіс»        | ДХЛ          | 50               | 7                | 11               | 18               | 85               | —       | —       | —       | —       | —       |
| 2004–05      | «Мемфіс Ріверкайнгс»    | ЦХЛ          | 25               | 14               | 29               | 43               | 25               | —       | —       | —       | —       | —       |
| Усього в НХЛ | Усього в НХЛ            | Усього в НХЛ | 34               | 2                | 4                | 6                | 12               | —       | —       | —       | —       | —       |

### Збірна
| Рік                | Команда            | Турнір             | Місце              | І  | Г | П | О | ШХ |
| ------------------ | ------------------ | ------------------ | ------------------ | -- | - | - | - | -- |
| 1988               | США                | МЧС                | 6-е                | 7  | 0 | 1 | 1 | 0  |
| 1989               | США                | МЧС                | 5-е                | 7  | 1 | 1 | 2 | 0  |
| 1990               | США                | МЧС                | 7-е                | 7  | 1 | 4 | 5 | 6  |
| 1994               | США                | ОІ                 | 8-е                | 8  | 0 | 2 | 2 | 8  |
| Молодіжна збірна   | Молодіжна збірна   | Молодіжна збірна   | Молодіжна збірна   | 21 | 2 | 6 | 8 | 6  |
| Національна збірна | Національна збірна | Національна збірна | Національна збірна | 8  | 0 | 2 | 2 | 8  |